# Linea 3 (metropolitana di Barcellona)
La linea 3 nota anche come linea verde è una linea della metropolitana di Barcellona che serve la città di Barcellona, in Spagna. È gestita da TMB, ed è la più antica linea metropolitana della città catalana: fu infatti inaugurata nel 1924 con il nome di Gran Metro (de Barcelona) e serviva la tratta compresa tra le stazioni di Plaça de Catalunya e Lesseps. Gestita originariamente dalla società Gran Metropolità de Barcelona fino alla sua fusione con Ferrocarril Metropolità de Barcelona, ha il capolinea alle stazioni di Zona Universitària e Trinitat Nova. Nel 2011 ha effettuato 86 milioni di viaggi, diventando così la seconda linea cittadina della metropolitana per volume di trasporto, superata solo dalla L1.
La linea 3 è il risultato di una serie di progetti ferroviari che si sono susseguiti nel corso degli anni. Alla tratta iniziale, gestita da Gran Metropolità de Barcelona (GMB), fu aggiunta una diramazione (linea II) a partire dal Passeig de Gracia, realizzando un tracciato a forma di Y rovesciata, sfruttando i tunnel costruiti nel 1908 dall'Ajuntament di Barcellona sotto la Via Laietana come parte del piano urbano di riforma. Il successivo piano delle metropolitane del 1966 separò la diramazione di Via Laietana per realizzare due linee circolari. Nel 1971 il progetto subì una modifica, ma la separazione rimase e divenne effettiva nel 1972, conferendo alla linea la sua impostazione finale.

## Caratteristiche generali
La linea è a doppio binario su percorso completamente sotterraneo, per una lunghezza complessiva di 17,6 km, con 26 stazioni e 26 treni circolanti in orario di punta. Il deposito dei treni si trova a Sant Genís (Vall d'Hebron), mentre non è più utilizzato il vecchio deposito di Lesseps, che era localizzato in superficie e utilizzava un sistema di montacarichi per posizionare i convogli sui binari.
Il tracciato si snoda interamente nel territorio comunale di Barcellona e attraversa otto dei dieci distretti cittadini: Ciutat Vella, Les Corts, Eixample, Gràcia, Horta-Guinardó, Nou Barris, Sant Martí e Sants-Montjuïc.
Il materiale rotabile è costituito da treni delle serie 2000R, 3000R e 5000; in precedenza venivano usati treni delle serie 300 e 1100.

### Stazioni
Le stazioni presentano tutte una struttura con banchine laterali, a eccezione delle stazioni di Mundet, Valldaura, Canyelles, Roquetes e Trinitat Nova. Le seguenti stazioni hanno cambiato nome: Palau Reial (Palacio), Sants Estació (Roma), Poble Sec (Parlamento), Paral·lel (Pueblo Seco), Drassanes (Atarazanas), Passeig de Gràcia (Aragón) e Diagonal (Diagonal - Pº Gracia).
Il 92% delle stazioni (24 su 26) sono accessibili per le persone a mobilità ridotta: solo le stazioni Espanya e Vallcarca sono infatti prive di sistemi di accessibilità. Sono dodici le stazioni di corrispondenza con altre linee della metropolitana, con il Trambesòs e le Rodalies de Catalunya.

## Storia

### Antecedenti

Il progetto del Ferrocarril Metropolità Nord-Sud de Barcelona.

Nel corso del XIX secolo, in seguito all'industrializzazione la popolazione di Barcellona si quintuplicò, arrivando nel 1900 a raggiungere 544 137 abitanti. Nel 1863 fu inaugurata la ferrovia tra Barcellona e Sarrià (tuttora in funzione come Línia Barcelona-Vallès) e nel 1872 entrò in servizio la prima linea di tram a trazione animale, tra Pla de la Boqueria e il paese di Gràcia (allora separato dalla città). Nello stesso periodo, nel 1863 fu inaugurata la prima linea della metropolitana di Londra, con servizio operato da treni a vapore, mentre nel 1881 in Germania, a Lichterfeld, fece il suo debutto il primo servizio pubblico di ferrovia elettrica
Nel 1900 il traffico su ruota aumentò considerevolmente e le vie principali erano spesso intasate. Nel 1907, Pau Muller e Gonçal Zaragoza richiesero la concessione per un servizio di ferrovia sotterraneo a Barcellona, col nome di Ferrocarril Metropolità Nord-Sud de Barcelona, per collegare il Parc de la Ciutadella con la Bonanova, percorrendo in sotterranea il Passeig de Colom, la Rambla, Plaça de Catalunya, il Passeig de Gràcia, il Carrer Gran de Gràcia, Plaça de Lesseps, la collina del Putxet e il Passeig de Sant Gervasi. Nonostante l'interesse dimostrato sia dai tecnici che dalle autorità municipali, non furono però trovati i finanziamenti necessari per portare a completamento l'opera e gli autori del progetto furono alla fine costretti a cedere tutti i diritti di concessione al Banco de Vizcaya.

### Il Gran Metro
Nel 1920 il Banco de Vizcaya decise di ridare vita al progetto come conseguenza del progressivo aumento del traffico sulla rete tramviaria, dell'inaugurazione della metropolitana di Madrid e sull'onda dell'interesse destato dall'inizio della costruzione del Metro Transversal. La banca ottenne quindi con l'Ordine Reale del 12 febbraio 1921 la concessione della ferrovia elettrica per un periodo di 99 anni. Per coordinare la gestione della linea e allargare la base dei finanziamenti, il Banco de Vizcaya si associò ad altre aziende di trasporto pubblico cittadine e fu così costituita la società Gran Metropolità de Barcelona S.A. (GMB).
Appena prima dell'inizio dei lavori (luglio 1921), la società GMB presentò una variante di progetto, modificando gli estremi della linea, che fu approvata nel 1922 dalla Divisió de Ferrocarrils. In direzione nord il nuovo capolinea fu stabilito alla Plaça de Lesseps a nord al posto del Passeig de Sant Gervasi, dato che in quella zona negli anni precedenti erano state istituite diverse linee di tram e GMB era interessata a ottenere la concessione di una nuova linea. In direzione sud il tracciato del progetto iniziale venne modificato, con la costruzione di una nuova linea dal Paseo de Gràcia fino al Portal de Mar: la costruzione dei tunnel sotto il Passeig de Colom si rivelò infatti complessa perché il sottosuolo era costituito da blocchi di pietra dell'antica scogliera e vi era il rischio di infiltrazioni d'acqua. Il nuovo tracciato attraversava invece la Ronda de Sant Pere e la Via Laietana, approfittando in quest'ultima della presenza dei tunnel già realizzati nel 1908 dall'Ajuntament di Barcellona nell'ambito del Piano di Riforma urbano ma rimasti ancora inutilizzati. GMB acquistò i tunnel in cambio di una cifra pari a 800.000 peseta, del pagamento all'Ajuntament di un canone annuale di 45.000 peseta e di una compartecipazione ai profitti della linea.
Con la variante di progetto, venivano così realizzate due linee su un tracciato a forma di Y rovesciata e con una tratta in comune, la Linea I (da Lesseps a Liceu) e la Linea II (da Aragó – ora Passeig de Gràcia – a Correus, ora chiusa). GMB aveva inoltre a progetto la costruzione di altre tre linee:

Le linee del Gran Metro (L3 e L4) nel 1946.

- Linea III, in direzione nord, da Lesseps a Sant Gervasi, Vallcarca e Horta, per una lunghezza di 4,917 km.
- Linea IV, di carattere circolare da Lesseps attraverso Sarrià, les Corts, Sants, Hostafrancs, Poble Sec, la Rambla, l'Avinguda de la Catedral fino al Parc de la Ciutadella e alla stazione di Francia, dove avrebbe avuto la corrispondenza con la Linea II.
- Linea V: dalla stazione di Francia attraversa il Passeig de Colom, la Porta de la Pau e la Rambla de Santa Mònica fino a Liceu, dove avrebbe avuto la corrispondenza con la Linea I e la Linea IV

I lavori procedettero completamente sottoterra nelle tratte sotto l'Eixample e Gràcia per non impattare la linea ferroviaria di superficie gestita da MZA che univa Barcellona a Tarragona e passava per il Carrer d'Aragó, mentre nella parte di Ciutat Vella si svolsero a cielo aperto a causa delle falde acquifere.
L'inaugurazione della prima ferrovia metropolitana cittadina avvenne il 30 dicembre 1924, alla presenza dell'infante Alfonso in rappresentanza del re Alfonso XIII. Fu aperta al servizio la tratta tra Plaça de Catalunya e Lesseps della Linea I, dato che i lavori della tratta fino a Liceu erano in ritardo. La prima linea aveva una lunghezza di 2,741 km con quattro stazioni: Lesseps, Diagonal, Aragó (ora Passeig de Gràcia) e Catalunya, con ascensori a Lesseps. I primi prolungamenti portarono alle stazioni di Fontana, aperta il 1º maggio 1925 e dotata anch'essa di ascensori, e Liceu il 5 luglio dello stesso anno.

### La linea II del GMB
I lavori della linea II rimasero in arretrato a causa dell'abbondanza di acqua sotterranea e dei lavori per la costruzione della fermata Jaume I, dato che l'Ajuntament di Barcellona non acconsentì a fermare la circolazione in Via Laietana. La prima tratta di questa linea venne inaugurata il 19 dicembre 1926, tra le stazioni di Aragó e Jaume I, con una terza fermata intermedia a Urquinaona. Il prolungamento fino a Correus fu inaugurato il 20 febbraio 1934, inizialmente a binario singolo che venne raddoppiato negli anni quaranta, quando vennero rimodernati anche gli ascensori di Urquinaona e Fontana. Nel 1946 anche la linea I venne prolungata da Liceu a Ferran (Fernando).
Alla fine degli anni quaranta rimasero irrealizzati, per motivi diversi, tre progetti:
- Prolungamento della linea II da Correus alla stazione di Francia
- Prolungamento della linea I da Lesseps al Carrer de Pàdua (bocciato dal Ministero per le Opere Pubbliche)
- Realizzazione di una nuova stazione, Travessera, tra Fontana e Diagonal (fu acquistato il terreno e gli edifici furono espropriati, ma l'iter durò troppo a lungo).

### La municipalizzazione e l'assorbimento del GMB
A ottobre 1952 l'Ajuntament di Barcellona in seduta plenaria approvò un accordo che prevedeva la municipalizzazione di tutte le aziende di trasporto pubblico cittadino, comprese il Ferrocarril Metropolità de Barcelona, il Gran Metropolità de Barcelona e Tramvies de Barcelona. Nel 1955 i proprietari del Gran Metropolità de Barcelona e Tramvies de Barcelona firmarono l'accordo di acquisizione delle azioni da parte del Comune. Nel 1958 l'Ajuntament completò l'acquisto del Ferrocarril Metropolità de Barcelona, di cui fu già cofondatore nel 1928 e che controllava già in gran parte. Tre anni dopo, nel 1961, il Gran Metropolità fu assorbito da FMB, dando così vita alla società Ferrocarril Metropolità de Barcelona SA/SPM.
Uno dei miglioramenti principali seguiti alla fusione fu la costruzione di una gallera di collegamento tra le banchine delle stazioni Catalunya del Gran Metro e il Metro Transversal. Dopo la fusione, le linee I e II del GMB diventarono un'unica linea, denominata linea III.

### Il progetto della Linea III
Nel Piano d'Urgenza (Pla d'Urgència) del 1963 si proponeva un prolungamento da Ferran alla Plaça d'Espanya e un altro da Lessep al Carrer de Vallirana. Nel Piano delle Metropolitane del 1966 fu proposta la separazione dalla linea III della tratta sotto Via Laietana (la vecchia linea II del GMB) dalla stazione di Correus fino alla biforcazione di Aragó, per realizzare una linea di tipo circolare che servisse l'Eixample, Ciutat Vella, Sant Martí, Sant Andreu, Guinardó e Gràcia.
Il 20 marzo 1972 venne soppressa definitivamente la stazione Correus e, a partire dal 4 aprile successivo, fu chiusa provvisoriamente per lavori la tratta tra Urquinaona e Jaume I: in questo modo, la linea III perse questa diramazione e divenne una linea senza biforcazioni lungo tutto il percorso da Lesseps a Ferran. Il tratto sotto la Via Laietana fu riaperto nel 1973 come linea IV.
Anche per la tratta rimanente della linea III era prevista una trasformazione in linea circolare che sarebbe dovuta arrivare fino all'Avinguda Diagonal attraverso il distretto di Les Corts per poi richiudersi a Lesseps. Nel 1971 il progetto venne modificato, abbandonando l'idea della linea circolare, definendo invece un tracciato simile a quello definitivo tra Zona Universitària e Canyelles (come capolinea), con un prolungamento da Zona Universitària fino a Esplugues de Llobregat e Sant Just Desvern. Nel 1974 fu poi proposto il prolungamento da Canyelle a Trinitat Nova e poi da lì a Ciutat Meridiana.

### La tratta Ferran-Paral·lel
Il 1º marzo 1968 viene soppressa e chiusa definitivamente la stazione di Ferran in seguito all'apertura della fermata Drassanes, avvenuta a dicembre dello stesso anno. I lavori per il successivo prolungamento fino al Paral·lel erano già in corso e i tunnel erano già pronti.
Il 17 giugno 1970 fu inaugurato il prolungamento di una fermata da Drassanes a Pueblo Seco, fermata che in seguito fu rinominata Paral·lel, dato che la nuova tratta di 700 metri raggiungeva la parte bassa del quartiere del Poble Sec lungo l'avinguda del Paral·lel, ed era già in programma la futura corrispondenza con la L2 che sarebbe stata poi inaugurata nel 1995. All'epoca, la fermata serviva già da corrispondenza con la funicolare di Montjuïc, quando era in via di allestimento anche la teleferica all'altro capo della funicolare.

### Linea III-B Poble Sec - Zona Universitària

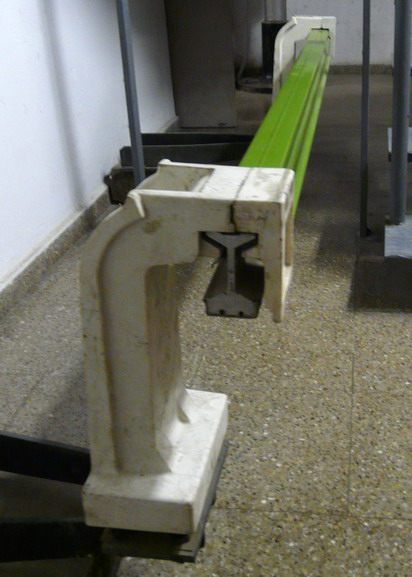
Sezione del vecchio terzo binario della linea 3

Nel 1975 entrò in servizio la linea III-B (o 3-B) sul percorso Paral·lel-Zona Universitària. Il cambio di nome era dovuto al fatto che in questa tratta l'alimentazione elettrica veniva distribuita tramite un terzo binario centrale invece che con la catenaria rigida usata nel resto della linea. Alla stazione Paral·lel i passeggeri dovevano trasbordare dai treni della linea III su quelli della linea IIIB, che partivano dai marciapiedi adiacenti usati in seguito per la linea L2.
Il 20 gennaio 1975 fu aperto il primo tratto di 3,6 km tra le fermate di Sants-Estació (denominata all'epoca Roma Renfe) e Zona Universitària, con quattro fermate intermedie: Palau Reial (all'epoca Palacio), Maria Cristina, Les Corts e Plaça del Centre. Il 15 luglio fu inaugurato il secondo tratto di quattro stazioni: Tarragona, Espanya, Poble Sec (all'epoca Parlamento) e Paral·lel (allora Pueblo Seco). In quest'ultima furono soltanto messi in servizio i nuovi binari.
Il 5 giugno 1982 la linea fu unificata, eliminando la necessità del trasbordo a Paral·lel, con lavori sulla linea elettrica che portarono prima all'estensione del terzo binario e poi all'utilizzo su tutta la linea del sistema a catenaria rigida.

### La tratta Vallcarca - Trinitat Nova
Il 6 novembre 1985 entrò in servizio il prolungamento dal capolinea storico di Lesseps con l'apertura di quattro fermate: Vallcarca, Penitents, Vall d'Hebron e Montbau. Per il nuovo tratto di 3,9 km furono investiti 3 miliardi di peseta. I nuovi depositi di Sant Genís a Vall d'Hebron entrarono in servizio successivamente, essendo ancora in costruzione alla data dell'apertura del prolungamento.
A settembre 2001 la linea fu prolungata ulteriormente con tre stazioni fino al nuovo capolinea di Canyelles, con le fermate intermedie di Mundet e Valldaura, coprendo così con il servizio questi quartieri e il campus universitario di Mundet. Le stazioni erano state inoltre dotate di sistemi di accessibilità per le persone a mobilità ridotta.
L'ultima tratta aggiunta, con le due stazioni di Roquetes e Trinitat Nova, entrò in servizio il 4 ottobre 2008. L'apertura iniziale era prevista nel 2007 però uno sprofondamento del suolo nella zona del Carmel ne ritardò il completamento. Al nuovo capolinea di Trinitat Nova la linea fa corrispondenza con le linee L4 e L11.

## Cronologia
- 1908: L'Ajuntament di Barcellona realizza dei tunnel sotto la Via Laietana, in previsione di una futura linea ferroviaria metropolitana.
- 1921: Costituzione della società Gran Metropolità de Barcelona S.A. (GMB).
- 1924: Viene inaugurata la Linea I del Gran Metro (ora L3).
- 1925: La linea viene prolungata fino alla stazione Liceu.
- 1926: Viene inaugurara la Linea II del GMB, nella tratta sotto Via Laietana tra le stazioni di Aragó (ora Passeig de Gràcia) e Jaume I.
- 1934: La Linea II viene prolungata fino alla stazione Correus (soppressa successivamente)
- 1946: Prolungamento della linea da Liceu alla stazione Ferran (soppressa successivamente).
- 1952: L'Ajuntament di Barcellona approva la municipalizzaziobe di tutte le aziende di trasporto pubblico della città.
- 1961: La società Gran Metropolità de Barcelona viene incorporata da Ferrocarril Metropolità de Barcelona e le due linee del GMB vengono rinominate Linea III.
- 1966: Il piano delle metropolitane propone la creazione di una Linea IV circolare, scorporando il tratto della Linea III di Via Laietana dalla biforcazione della stazione di Aragó (in seguito Passeig de Gràcia) fino alla stazione di Correus.
- 1968: La stazione di Ferran viene chiusa e al suo posto viene aperta la fermata Drassanes.
- 1970: La linea viene prolungata di una stazione, Pueblo Seco, ora denominata Paral·lel.
- 1972: Il 20 marzo viene definitivamente chiusa la stazione di Correus e il 4 aprile viene chiusa per lavori anche la tratta tra le stazioni di Urquinaona e Jaume I, che vengono scorporate dalla Linea III.
- 1975: Viene inaugurata la Linea III-B tra le stazioni di Paral·lel (Pueblo Seco) e Zona Universitària.
- 1982: Le linee III e III-B vengono fuse insieme e la nuova linea viene denominata L3.
- 1985: Prolungamento fino a Montbau.
- 2001: Prolungamento fino a Canyelles.
- 2002: L'alimentazione tramite terzo binario centrale viene sostituita da un sistema a catenaria rigida.
- 2008: La linea L3 porta il capolinea a Trinitat Nova dove si interscambia con le linee L4 e L11.

## Percorso
| Unknown route-map component "uextKBHFa" |

| Unknown route-map component "uextINT" |

| Unknown route-map component "uextINT" |

| Unknown route-map component "uextINT" |

| Unknown route-map component "uextINT" |

| Unused urban tunnel stop on track |

| Unused urban tunnel stop on track |

| Unknown route-map component "uextINT" |

| Unknown route-map component "uextINT" |

| Urban tunnel end station, unused through track |

| Unknown route-map component "utINT" |

| Unknown route-map component "utINT" |

| Urban tunnel stop on track |

| Urban tunnel stop on track |

| Bus station | Unknown route-map component "utINT" |  |

| Unknown route-map component "utCONTgq" | Unknown route-map component "utABZg+r" |  |

| Urban tunnel stop on track |

| Unknown route-map component "utINT" |

| Urban tunnel stop on track |

|  | Unknown route-map component "utABZgl" | Unknown route-map component "utCONTfq" |

| Unknown route-map component "utINT" |

| Urban tunnel stop on track |

| Urban tunnel unused stop on in-use track |

| Urban tunnel stop on track |

| Unknown route-map component "utINT" |

| Unknown route-map component "utCONTgq" | Unknown route-map component "utABZg+r" |  |

| Unknown route-map component "utINT" |

| Unknown route-map component "utINT" |

| Urban tunnel stop on track |

| Urban tunnel stop on track |

|  | Unknown route-map component "utABZgl" | Unknown route-map component "uextKDSTeq" |

| Urban tunnel stop on track |

| Urban tunnel stop on track |

| Unknown route-map component "utKRW+l" | Unknown route-map component "utKRWgr" |  |

| Unknown route-map component "utDST" | Unknown route-map component "utINT" |  |

| Unknown route-map component "utKRWl" | Unknown route-map component "utKRWg+r" |  |

| Urban tunnel stop on track |

| Urban tunnel stop on track |

| Urban tunnel stop on track |

| Urban tunnel stop on track |

| Urban tunnel stop on track |

| Unknown route-map component "utCONTgq" | Unknown route-map component "uxtKRZt" + Urban End station in tunnel | Unknown route-map component "utCONTfq" |

| Unknown route-map component "uextKINTe" |

|  |

|  |

|  |

## Evoluzioni future
Sono previsti prolungamenti in entrambe le direzioni. A nord-est, il progetto prevede l'aggiunta di una stazione per portare il capolinea dall'attuale fermata di Trinitat Nova a Trinitat Vella. Il prolugamento rientra sia nel Piano Direttivo delle Infrastrutture di ATM del 2001-2010 che in quello successivo del 2009-2018. In direzione nord-ovest, il Piano Direttivo 2001-2010 recepiva la proposta di ampliamento della rete AX17 che prevedeva la realizzazione di una nuova linea L12, poi modificata in due proposte di progetto, la AX17a (prolungamento della L3) e la AX17b (prolungamento della L6 nel piano, nuovamente modificato nel 2016 con la reintroduzione del progetto della L12). Il successivo Piano Direttivo 2009-2018 riconferma il progetto, che consiste nella costruzione di nove stazioni tra Zona Universitària e la stazione ferroviaria del comune di Sant Feliu de Llobregat.
Le nuove fermate previste dal progetto di ampliamento sono le seguenti:
Direzione nord-est (lato Besòs)
- Trinitat Vella: corrispondenza con la linea L1.

Direzione nord-ovest (lato Llobregat)
- Finestrelles-Sant Joan de Déu: nel quartiere Finestrelles di Esplugues de Llobregat, vicino all'Ospedale di Sant Joan de Déu. Corrispondenza con la futura L12.
- Esplugues Centre: nella piazza del municipio di Esplugues de Llobragat. Corrispondenza con il Trambaix.
- Sant Just Centre: incrocio tra il Carrer Major e la Rambla, a Sant Just Desvern.
- Hospital Comarcal: vicino all'Hospital Comarcal di Sant Joan Despí.
- Av. Barcelona: futura corrispondenza con il Trambaix.
- Sant Joan Despí: corrispondenza con Rodalies de Barcelona.
- Torreblanca: nel quartiere di Torreblanca - Pla del Vent.
- Consell Comarcal: corrispondenza con il Trambaix.
- Sant Feliu: corrispondenza con Rodalies di Barcelona.